# 7月11日
7月11日（しちがつじゅういちにち）は、グレゴリオ暦で年始から192日目（閏年では193日目）にあたり、年末まであと173日ある。

## できごと

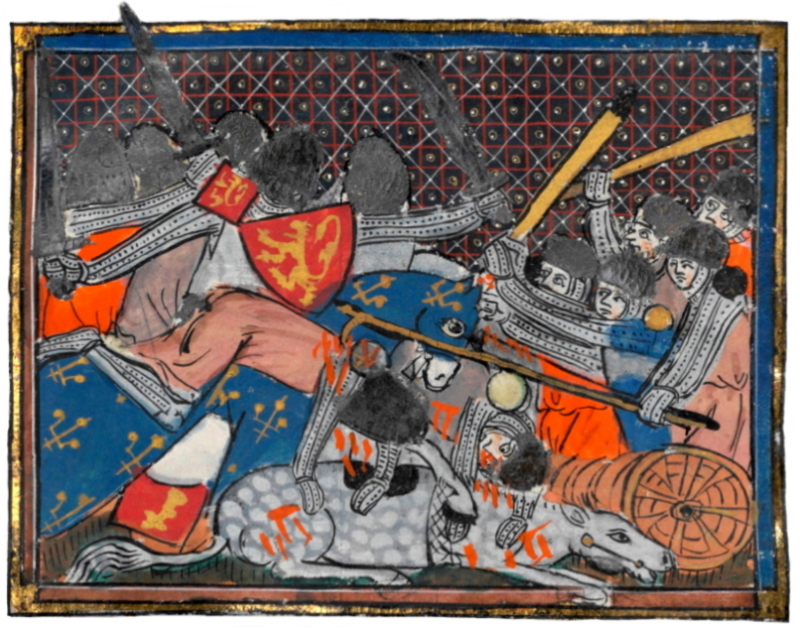
金拍車の戦い(1302)。ベルギーでは祝日となっている。

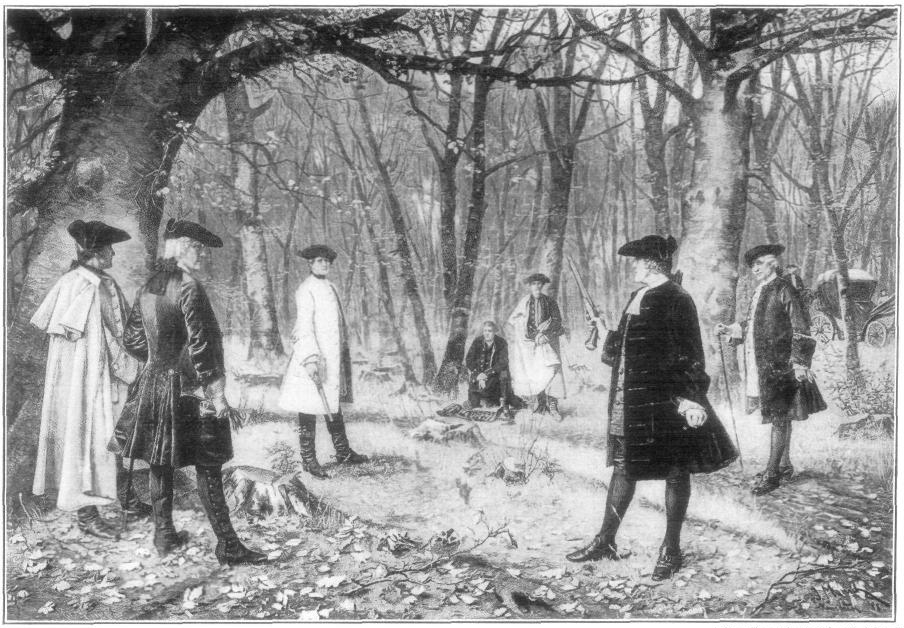
アメリカ合衆国副大統領アーロン・バーと財務長官アレクサンダー・ハミルトンが決闘(1804)。

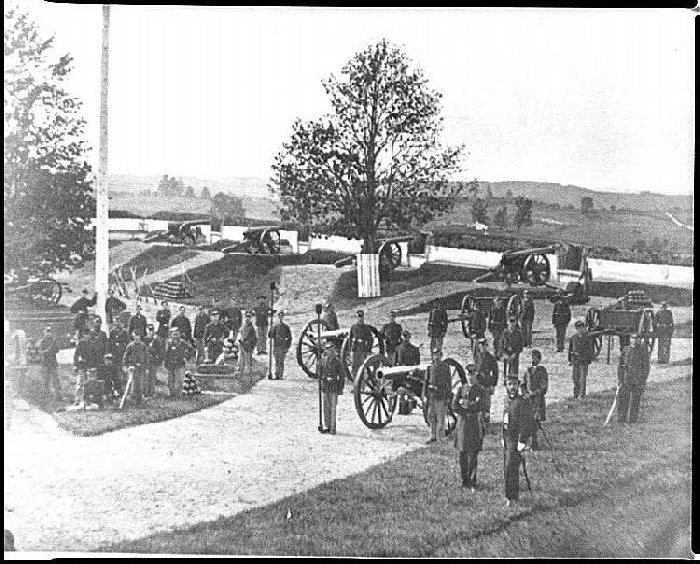
南北戦争、スティーブンス砦の戦い(1864)

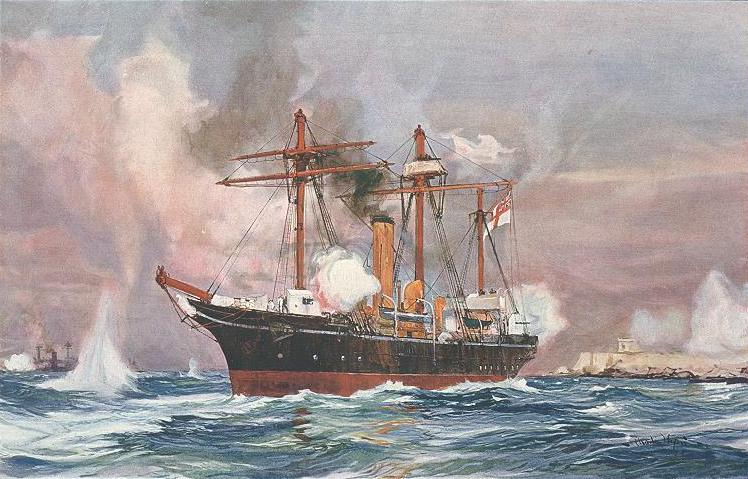
アレクサンドリア砲撃開始(1882)

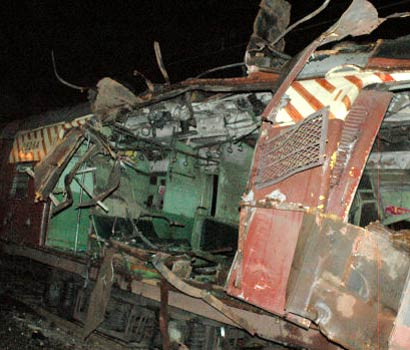
ムンバイ列車爆破事件(2006)

- 420年（元熙2年/永初元年6月15日） - 東晋の恭帝が劉裕（武帝）に禅譲。東晋が滅亡し宋（南朝宋）が建国。
- 1302年 - 金拍車の戦い（コルトレイクの戦い）。フランドルの都市連合軍がフランスを破る。
- 1405年（永楽3年6月15日） - 明の武将鄭和が第1次航海に出発。2年後にカリカット（コーリコード）へと到達。
- 1789年 - フランス革命: マリー・アントワネットらが、民衆に人気のあった財務大臣ジャック・ネッケルを罷免。バスティーユ襲撃の引き金となる。
- 1792年 - フランス革命戦争: 立法議会が「祖国は危機にあり!」との宣言を発する。
- 1798年 - 擬似戦争勃発を受け、アメリカ独立戦争時にあった大陸海兵隊がアメリカ海兵隊として再創設。
- 1801年 - フランスの天文学者ジャン＝ルイ・ポンが初めて彗星を発見。以降、個人として生涯に彗星発見者の中で史上最多となる37個の彗星を発見する[1]。
- 1804年 - アメリカ合衆国副大統領アーロン・バーと同財務長官アレクサンダー・ハミルトンが決闘を行う。ハミルトンは翌日死亡。バーは副大統領を続けた。
- 1833年 - オーストラリアでアボリジニ・ヌンガー族（英語版）の戦士イェーガンが、彼の首にかけられた賞金狙いの白人少年により射殺される。
- 1854年（咸豊4年6月17日） - 琉米修好条約が締結される。
- 1864年 - 南北戦争: スティーブンス砦の戦い。
- 1882年 - イギリス地中海艦隊がアレクサンドリア砲撃を開始。
- 1887年 - 東海道本線、横浜駅～国府津駅間開業[2]。
- 1893年 - 御木本幸吉が真珠の養殖に成功。
- 1897年 - サロモン・アウグスト・アンドレーが気球による北極飛行に出発し、消息を絶つ。
- 1902年 - アーサー・バルフォアがイギリスの第50代首相に就任。
- 1921年 - ロシア・ソビエト連邦社会主義共和国の支援を受けたモンゴル人民党が、活仏ボグド・ハーンを君主とするモンゴル人民政府を樹立し、中華民国から実質的に独立。
- 1921年 - 東京帝国大学に航空研究所（現 宇宙航空研究開発機構宇宙科学研究所）設立。
- 1933年 - 神兵隊事件。大日本生産党・愛国勤労党員らのクーデター計画が事前に発覚し、約50人が検挙される。
- 1935年 - 静岡地震。静岡市・清水市などで死傷者9299人。
- 1950年 - 小倉黒人米兵集団脱走事件が起きる。黒人米兵約250名と、小倉警察、米軍MPとの間で市街戦に。
- 1950年 - 日本労働組合総評議会（総評）結成[3]。
- 1950年 - パキスタンが国際通貨基金（IMF）と世界銀行に加盟[4]。
- 1950年 - 奥羽本線三関駅で貨物列車が脱線転覆。原因は人為的に駅構内のポイントの切り替えが行われなかったためであり、後日、男が往来を妨害する罪で逮捕された[5]。
- 1951年 - 京都府篠村（現亀岡市）で、集中豪雨によりため池が決壊（平和池水害）。死者、行方不明者75人。
- 1951年 - 第一次朝鮮スパイ事件の被告13人に重労働、罰金、強制送還の判決。
- 1954年 - 埼玉県春日部市が市制施行。
- 1957年 - イスラム教ニザール派の48代イマームアーガー・ハーン3世が死去。子のカリムが49代イマームに就任しアーガー・ハーン4世となる。
- 1957年 - 升田幸三王将・九段が大山康晴名人を破り棋界初の三冠に。
- 1960年 - 京成電鉄が、後に東京ディズニーランドなどを経営することになるオリエンタルランドを設立[6]。
- 1960年 - ベルギーの支持を得たモイーズ・チョンベが南部カタンガ州のコンゴ共和国（コンゴ・レオポルドヴィル）からの独立を宣言[7]。
- 1961年 - フィラデルフィア発デンバー行きのユナイテッド航空859便DC-8型機がデンバーのステープルトン国際空港への着陸に失敗、18名の死亡者と44名の重軽傷者を出す。
- 1962年 - 日本初の国産旅客機YS-11が完成。
- 1962年 - テルスター衛星により、アメリカとイギリス・フランス間で初の大陸間衛星中継が行われる。
- 1963年 - 老人福祉法公布。
- 1966年 - 広島市議会 が原爆ドームの永久保存を決議。
- 1966年 - 第1回全日本サーフィン大会が千葉県鴨川市鴨川海岸で開催される。
- 1968年 - 『少年ジャンプ』創刊。
- 1971年 - チリ議会が国内の銅山の国有化を決定[8]。
- 1971年 - 北陸鉄道動橋線が全線廃止。
- 1973年 - ヴァリグ・ブラジル航空820便墜落事故。リオデジャネイロ発パリ行きのヴァリグ・ブラジル航空820便ボーイング707型機でパリのオルリー空港への着陸進入中火災が発生、不時着を試みたが滑走路端5キロの地点に墜落し乗員乗客135名中124名が死亡。
- 1975年 - 私立学校振興助成法公布。
- 1978年 - スペインのキャンプ場で爆発事故が発生。217人が死亡（ロス・アルファケス大惨事）。
- 1979年 - 日本坂トンネル火災事故。東名高速道路・日本坂トンネル内で玉突き事故で173台が炎上し死者7人。
- 1979年 - アメリカ合衆国初の宇宙ステーション「スカイラブ」が大気圏再突入して消滅。
- 1984年 - 松山事件の再審無罪判決[9]。
- 1987年 - 国連の推計で、この日に世界の人口が50億人を超えたとされていた[注 1]。そのため、この日は「世界人口デー」に制定されている[11]。
- 1991年 - ナイジェリア航空2120便墜落事故。カナダのノリス・エアチャーター便DC-8型機がサウジアラビアのジッダ・キング・アブドゥルアズィーズ国際空港を離陸直後に墜落、乗員乗客261名全員が死亡。なお、この機体は元日本航空のJA8057。
- 1991年 - 悪魔の詩訳者殺人事件。
- 1995年 - 7.11水害。新潟県上越地方・長野県北信地方で集中豪雨が発生。国道148号、大糸線が長期間不通に。
- 2002年 - 気象庁が、民間気象事業者に対して、携帯電話サイトを作らないこと及びインターネットによるデータのダウンロードサービスを行わないことを約束する[12]。
- 2006年 - MicrosoftのOSであるWindows98(SEも含む)、Windows Millennium Editionのセキュリティーサポート終了。
- 2008年 - AppleのiPhone（アイフォーン）がソフトバンクモバイルより発売される。
- 2009年 - 東急大井町線が溝の口駅まで延伸する[13]。
- 2010年 - FIFA W杯南アフリカ大会の決勝戦オランダ対スペインが行われ、スペインが初優勝を果たす。
- 2012年 - 九州北部豪雨によって九州地方で大きな被害が出た[14]。

## 誕生日

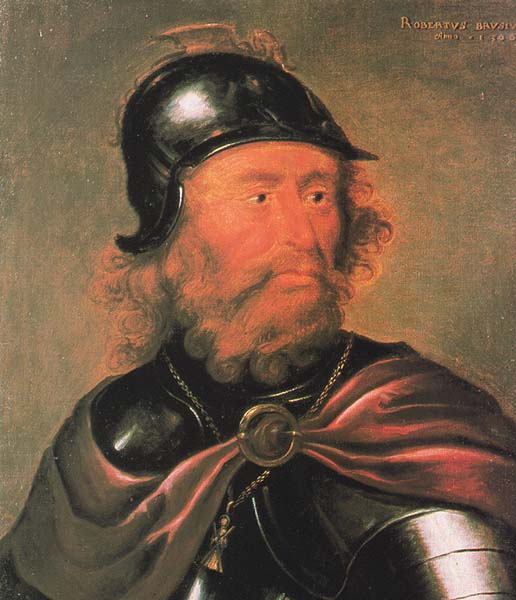
スコットランド王ロバート1世(1274-1329)誕生。

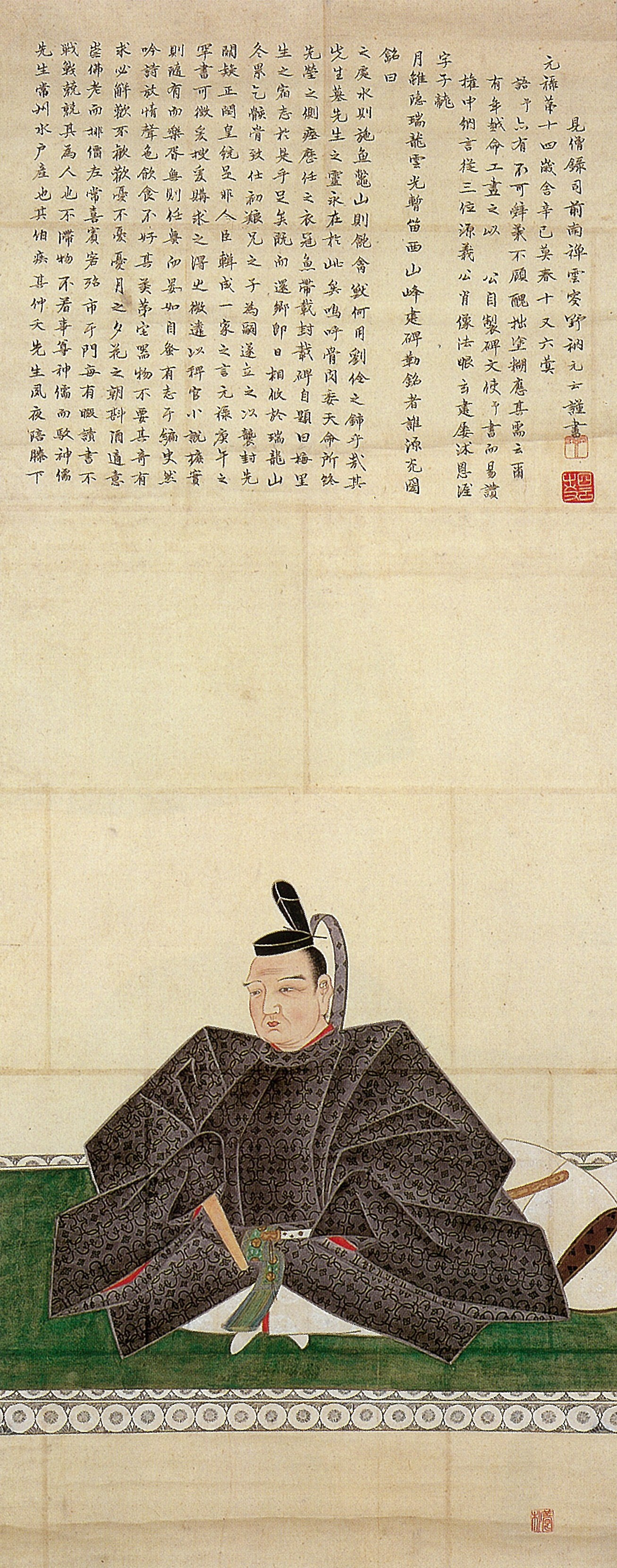
水戸藩藩主、徳川光圀(1628-1701)誕生。水戸黄門の通称で広く知られる。

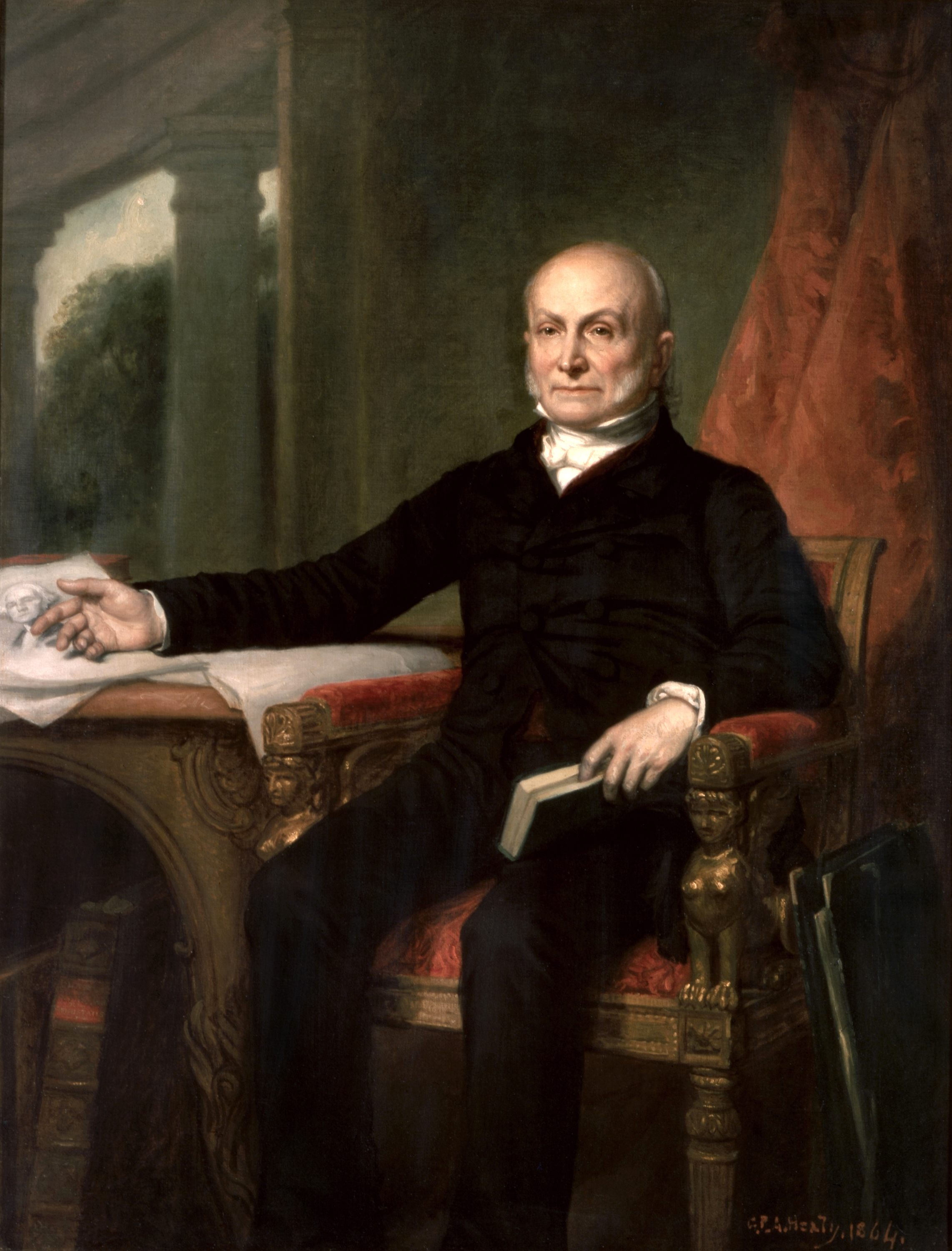
第6代アメリカ合衆国大統領、ジョン・クィンシー・アダムズ(1767-1848)誕生。

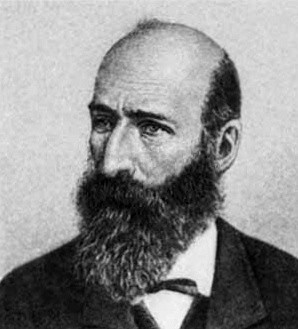
民話研究家、アレクサンドル・アファナーシェフ(1826-1871)誕生。

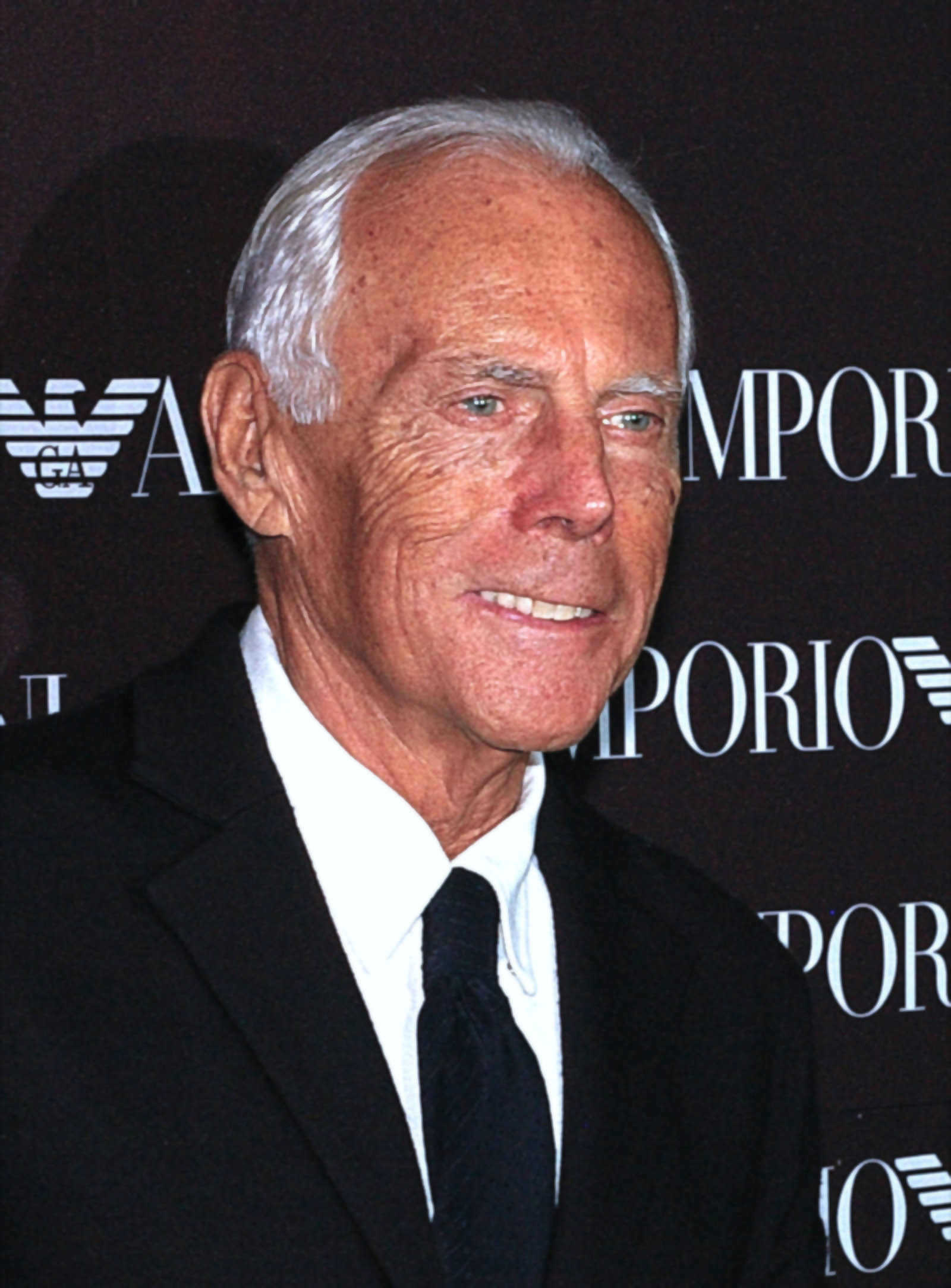
ファッションデザイナー、ジョルジオ・アルマーニ(1934-)誕生。

- 1274年 - ロバート1世、スコットランド王（+ 1329年）
- 1628年（寛永5年6月10日） - 徳川光圀、第2代水戸藩主（+ 1701年）
- 1767年 - ジョン・クィンシー・アダムズ、政治家、第6代アメリカ合衆国大統領（+ 1848年）
- 1812年 - ルイ・ルロワ、版画家、批評家（+ 1885年）
- 1826年 - アレクサンドル・アファナーシェフ、民族学者（+ 1871年）
- 1836年 - カルロス・ゴメス、作曲家（+ 1896年）
- 1855年 - カール・ヌードストローム、画家（+ 1923年）
- 1866年 - リヒャルト・ベーア＝ホフマン、小説家、詩人、劇作家（+ 1945年）
- 1868年 - 滝信四郎、実業家 (+1938年)
- 1871年（明治4年5月24日） - 喜田貞吉、歴史学者（+ 1939年）
- 1912年（ユリウス暦6月28日） - セルジュ・チェリビダッケ、指揮者（+ 1996年）
- 1920年 - ユル・ブリンナー、俳優（+ 1985年）
- 1927年 - ヘルベルト・ブロムシュテット、指揮者
- 1928年 - 斎藤文夫、政治家（+ 2024年）
- 1929年 - デイビッド・ケリー、俳優（+ 2012年）
- 1930年 - エズラ・ヴォーゲル、社会学者 （+ 2020年）
- 1930年 - ハロルド・ブルーム、文学研究者、批評家（+ 2019年）
- 1930年 - ザ・デストロイヤー、プロレスラー（+ 2019年）
- 1931年 - 大塚康生、アニメーター（+ 2021年）
- 1934年 - ジョルジオ・アルマーニ、ファッションデザイナー
- 1935年 - 岡田邦彦、実業家、初代J.フロント リテイリング代表取締役会長
- 1936年 - 阿久津義雄、元プロ野球選手
- 1936年 - 福島郁夫、元プロ野球選手
- 1939年 - 森本葵、陸上競技選手（+ 2021年）
- 1942年 - 三井精一、銀行家、実業家
- 1943年 - 菱田嘉明、政治家（+ 2020年）
- 1943年 - 豊住芳三郎、ジャズドラマー、パーカッション奏者、二胡奏者
- 1944年 - パトリシア・ポラッコ、絵本作家
- 1944年 - 山﨑理恵子、洋画家、原爆ドーム合作絵画の会創設者（+ 2024年）
- 1945年 - 三輪田勝利、元プロ野球選手、スカウト（+ 1998年）
- 1946年 - 木の実ナナ、女優
- 1946年 - 伊藤君子、歌手
- 1946年 - 石井隆、漫画家、脚本家、映画監督（+ 2022年）
- 1946年 - サラ・ブラファー・ハーディ、人類学者、霊長類学者
- 1947年 - 隅修三、実業家
- 1947年 - 西尾三枝子、女優
- 1947年 - 石井富男、プロゴルファー
- 1948年 - 小野信次、政治家
- 1949年 - 沢田雅美、女優
- 1949年 - 大森礼子、政治家
- 1949年 - 手嶋龍一、ジャーナリスト、作家
- 1949年 - 山田ミネコ、漫画家
- 1950年 - 斉藤孝三、工学者
- 1951年 - 山本正之、作詞家、作曲家、歌手
- 1951年 - 斎藤洋介、俳優（+ 2020年）
- 1951年 - 所憲佐、元プロ野球選手
- 1952年 - 川村博昭、元プロ野球選手
- 1953年 - 行澤久隆、元プロ野球選手
- 1954年 - 柴田元幸、 アメリカ文学研究者・翻訳家。東京大学名誉教授。
- 1956年 - 谷田部勝義、アニメーション監督、脚本家、演出家、音響監督
- 1956年 - 中野誠吾、元プロ野球選手
- 1957年 - ピーター・マーフィー、ミュージシャン、ボーカリスト（元バウハウス）
- 1957年 - 山上進、三味線奏者
- 1957年 - 鄭義信、劇作家、脚本家
- 1958年 - カーク・ウェイラム、音楽家
- 1959年 - リッチー・サンボラ、ギタリスト
- 1959年 - ジェフ・ケンプ、元アメリカンフットボール選手
- 1959年 - 藤井徹貫、音楽ライター、小説家（+ 2023年）
- 1960年 - 渋谷茂、声優
- 1960年 - 宗矢樹頼、声優、元落語家
- 1960年 - こやま基夫、漫画家
- 1962年 - 藤井フミヤ、歌手
- 1962年 - マヌエラ・マガー、フィギュアスケート選手
- 1963年 - 中島徹、漫画家（+ 2011年）
- 1964年 - 今野隆裕、元プロ野球選手
- 1964年 - 染宮修支、元プロ野球選手
- 1964年 - 伊藤忠彦、政治家
- 1964年 - 細田健一、政治家
- 1965年 - アーネスト・ホースト、キックボクサー
- 1965年 - 小牧ユカ、キャスター、タレント、ファッションモデル
- 1965年 - 南あずさ、アナウンサー
- 1966年 - 栁田昌夫、元プロ野球選手、プロ野球審判員
- 1966年 - 三浦建太郎、漫画家（+ 2021年）
- 1966年 - 山本夜羽音、漫画家（+ 2022年）
- 1967年 - 秋野公造、政治家
- 1968年 - 近藤サト、アナウンサー
- 1968年 - 住友優子、声優
- 1968年 - 高見昌宏、元プロ野球選手
- 1969年 - 中根一幸、政治家
- 1969年 - 矢上裕、漫画家
- 1970年 - 長沢美樹、声優
- 1971年 - 古川栄司、元タレント（元忍者）
- 1973年 - 水田章雄、元プロ野球選手
- 1973年 - キートン、お笑い芸人
- 1974年 - 小野公誠、元プロ野球選手
- 1974年 - 鈴木大介、将棋棋士、プロ雀士
- 1975年 - 葉月里緒奈、女優
- 1976年 - 相川亮二、元プロ野球選手
- 1976年 - 山本喧一、総合格闘家、プロレスラー
- 1976年 - エドアルド・ナヘラ、元バスケットボール選手
- 1977年 - 木下実香、女優
- 1978年 - 光野亜希子、お笑いタレント（パー＆ナー）
- 1979年 - かまだみき、歌手、うたのおねえさん
- 1979年 - 青木真一、シンガーソングライター、作曲家
- 1979年 - 徐敏貞、女優
- 1980年 - 鈴江奈々、日本テレビアナウンサー
- 1980年 - 侯鳳連、野球選手
- 1981年 - 蒼山サグ、ライトノベル作家
- 1981年 - 槙ようこ、漫画家
- 1981年 - ブレイン・ボイヤー、プロ野球選手
- 1982年 - ジェフ・コブ、プロレスラー
- 1982年 - 稲村優奈、声優、女優
- 1982年 - 森本亮治、俳優
- 1983年 - 井ノ上奈々、声優
- 1983年 - 徳田将至、元プロ野球選手
- 1984年 - 日向瞳、元女優
- 1984年 - 橋本直子、バレーボール選手
- 1984年 - タニス・ベルビン、フィギュアスケート選手
- 1985年 - 高杉さと美、歌手
- 1985年 - 前田亜季、女優
- 1986年 - 飯田菜奈、アナウンサー
- 1986年 - 小路紘史、映画監督
- 1986年 - 東野峻、元プロ野球選手
- 1986年 - ラウール・ガルシア、サッカー選手
- 1986年 - ヨアン・グルキュフ、サッカー選手
- 1986年 - ベルサイユ、お笑い芸人
- 1987年 - 加藤シゲアキ、タレント、小説家（NEWS）
- 1987年 - 山口俊、元プロ野球選手
- 1987年 - 茅原悠紀、ボートレーサー
- 1987年 - 秋元陽太、サッカー選手
- 1988年 - 井口裕香、声優
- 1988年 - 戸島花、タレント（元AKB48）
- 1988年 - 尾中博俊、元プロ野球選手
- 1988年 - エティエンヌ・カプエ、サッカー選手
- 1989年 - 田中直乃、タレント
- 1989年 - 志摩ノ海航洋、大相撲力士
- 1989年 - 村上愛里、グラビアアイドル
- 1990年 - 落合モトキ、俳優
- 1990年 - 小池ジョアンナ、歌手
- 1990年 - 西野志海、元アナウンサー
- 1990年 - 新鍋理沙、元バレーボール選手
- 1990年 - キャロライン・ウォズニアッキ、テニスプレーヤー
- 1990年 - エリカ・リッソー、フィギュアスケート選手
- 1990年 - モナ・バルテル、プロテニス選手
- 1991年 - 竹渕慶、シンガーソングライター
- 1991年 - 坂口健太郎、モデル、俳優
- 1991年 - 石川彩夏、モデル、キャスター
- 1992年 - 船越英里子、女優
- 1992年 - ジョニー・バーベイト、プロ野球選手
- 1992年 - モハメド・エルネニー、サッカー選手
- 1993年 - 石崎なつみ、女優
- 1994年 - 七瀬彩夏、声優
- 1994年 - ルーカス・オカンポス、サッカー選手
- 1994年 - 口町亮、陸上選手
- 1994年 - ジョン・デュプランティエ、プロ野球選手
- 1995年 - 宮下みらい、ファッションモデル
- 1996年 - 石川直也、プロ野球選手
- 1996年 - 宮川大聖、歌手
- 1996年 - フィリップ・ラインハート、サッカー選手
- 1997年 - 牛牛、ピアニスト
- 1997年 - 石塚朱莉[15]、女優、元アイドル（元NMB48）
- 1997年 - 三橋健也、バドミントン選手
- 1998年 - 石井杏奈[16]、パフォーマー、女優 （元E-girls）
- 1998年 - 出野泉花、元女優、元声優
- 1998年 - ダコタ・ディチェバ、総合格闘家
- 2000年 - 村雨芙美、グラビアアイドル
- 2000年 - 大谷輝龍、プロ野球選手
- 2002年 - アマド・ディアロ、サッカー選手
- 2003年 - ダニエル・ジェビソン、サッカー選手
- 2004年 - 近貞月乃、元子役
- 2008年 - 木村朱里、女流棋士
- 2012年 - 白山乃愛、子役
- 生年不詳 - 石田美也、歌手
- 生年不詳 - 泉英里、声優
- 生年不詳 - 大谷祐貴[17]、声優
- 生年不詳 - 奥津マリリ、アイドル（フィロソフィーのダンス）
- 生年不詳 - 鏡優雅、声優、俳優
- 生年不詳 - 瀬菜モナコ、漫画家、イラストレーター
- 生年不詳 - doriko、音楽家、ボカロP
- 生年不詳 - ねぎしきょうこ、漫画家
- 生年不詳 - ろこ、YouTuber、アイドル（元ナト☆カン）

## 忌日

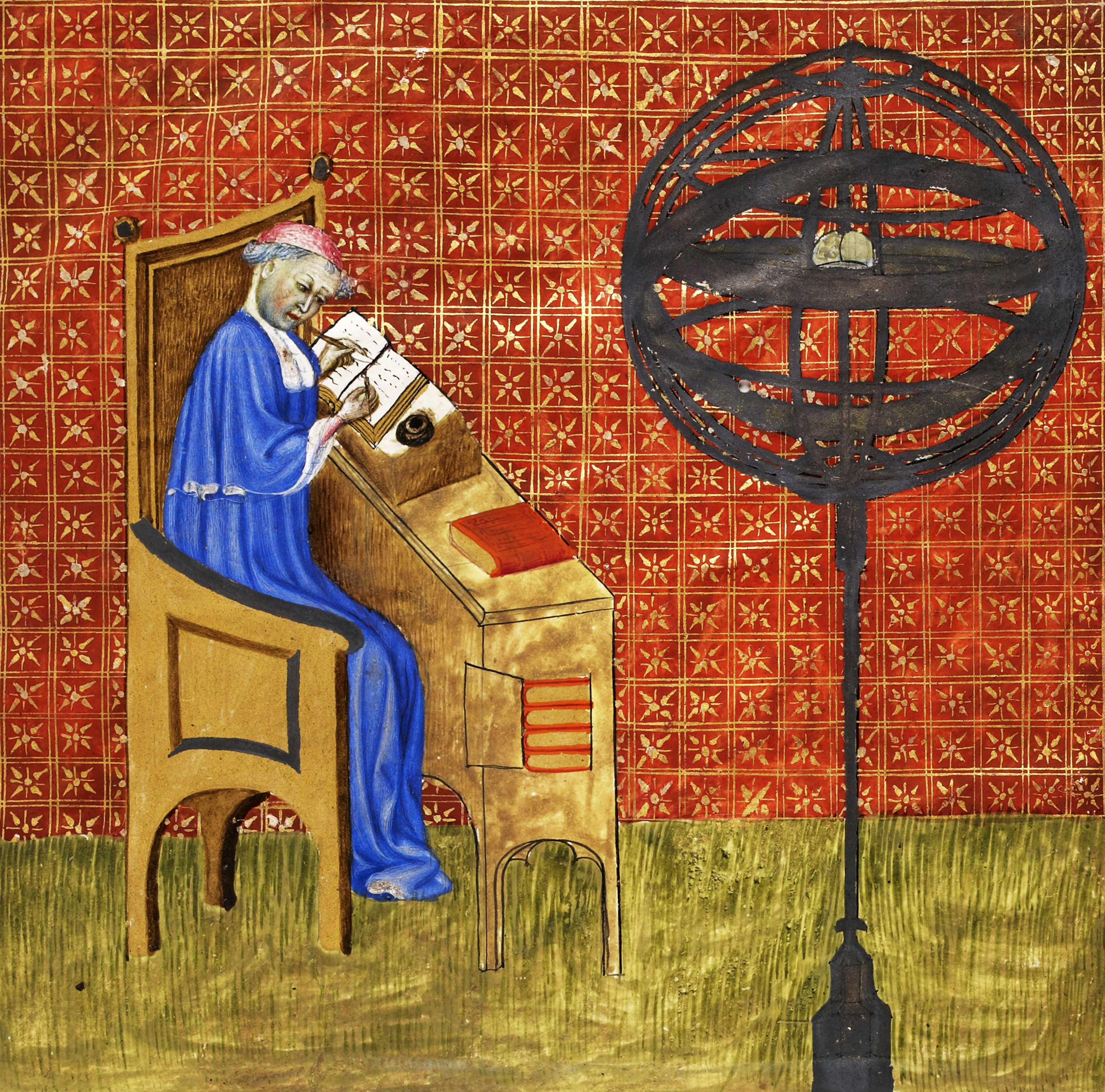
哲学者ニコル・オレーム(1323-1382)没。

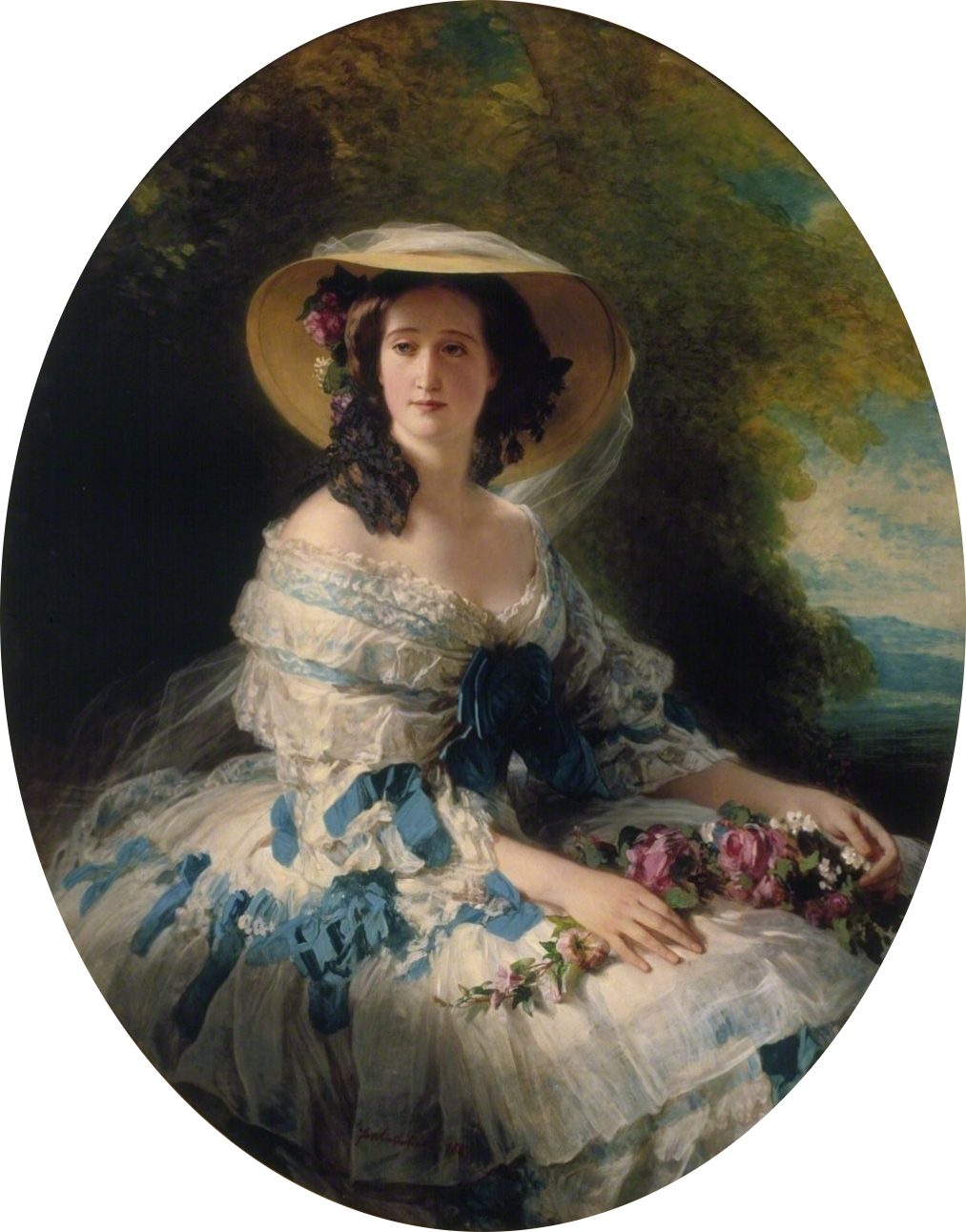
フランス皇后、ウジェニー・ド・モンティジョ(1826-1920)没。

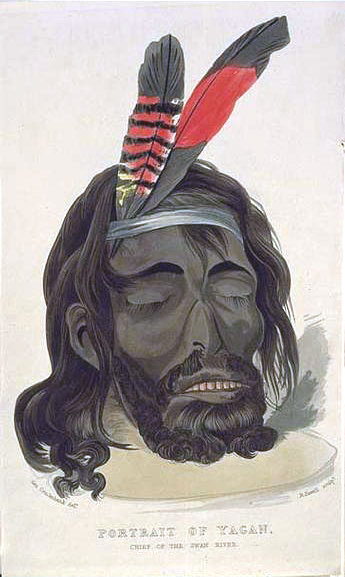
ヌンガー族の勇者イェーガン(1795-1833)、白人少年に射殺される。

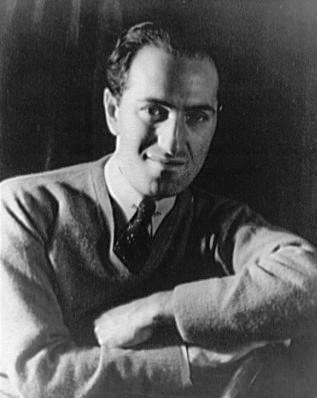
作曲家ジョージ・ガーシュウィン(1898-1937)没。

- 645年（皇極天皇4年6月13日） - 蘇我蝦夷、豪族（* 生年不詳）
- 969年 - オリガ、キエフ大公イーゴリ1世の妃（* 生年不詳）
- 1382年 - ニコル・オレーム、哲学者、天文学者（* 1325年頃）
- 1510年（永正7年6月6日） - 猪苗代兼載、連歌師（* 1452年）
- 1535年 - ヨアヒム1世、ブランデンブルク選帝侯（* 1484年）
- 1593年 - ジュゼッペ・アルチンボルド、画家（* 1527年）
- 1599年（慶長4年5月19日） - 長宗我部元親、土佐の戦国大名（* 1539年）
- 1674年（延宝2年6月8日） - 鷹司孝子、江戸幕府第3代将軍徳川家光の正室（* 1602年）
- 1686年 - ヘリット・ルンデンス、画家（* 1622年）※埋葬日
- 1688年 - ナーラーイ、タイ王（* 1629年）
- 1745年（延享2年6月12日） - 前田吉徳、第6代加賀藩主（* 1690年）
- 1766年 - エリザベッタ・ファルネーゼ、スペイン王フェリペ5世の妃（* 1692年）
- 1801年（享和元年6月1日） - 本間光丘、出羽酒田の豪商（* 1732年）
- 1831年 - ヴァシーリー・ゴロヴニーン、ロシア海軍の軍人、探検家（* 1776年）
- 1833年 - イェーガン、ヌンガー族の戦士（* 1795年）
- 1840年（天保11年6月13日） - 島田元旦、絵師、鳥取藩士（* 1787年）
- 1957年 - アーガー・ハーン3世、イスラム教ニザール派の48代イマーム（* 1877年）
- 1863年（文久3年5月26日） - 田中新兵衛、薩摩藩士（* 1832年）
- 1890年 - カール・シュテフェック、画家（* 1818年）
- 1906年 - 2代目三遊亭圓橘、落語家（* 1811年）
- 1909年 - サイモン・ニューカム、天文学者、数学者（* 1835年）
- 1919年 - 鈴木三樹三郎、新選組9番隊隊長、御陵衛士（* 1837年）
- 1920年 - ウジェニー・ド・モンティジョ、フランス皇帝ナポレオン3世の皇后（* 1826年）
- 1930年 - 小川正孝、化学者、元東北帝国大学総長（* 1865年）
- 1931年 - ジョヴァンニ・ボルディーニ、画家（* 1842年）
- 1932年 - ナサニエル・ナイルズ、フィギュアスケート選手（* 1886年）
- 1937年 - ジョージ・ガーシュウィン、作曲家（* 1898年）
- 1937年 - ジャック白井、義勇兵（* 1900年）
- 1941年 - アーサー・エヴァンズ、考古学者（* 1851年）
- 1946年 - ポール・ナッシュ、画家（* 1889年）
- 1948年 - フランツ・ワイデンライヒ（英語版）、解剖学者、人類学者（* 1873年）
- 1948年 - ジョン・アンダーソン、円盤投げ選手、1932年ロサンゼルス五輪金メダリスト（* 1907年）
- 1953年 - オリバー・キャンベル、テニス選手（* 1871年）
- 1971年 - ジョン・W・キャンベル、小説家（* 1910年）
- 1971年 - ペドロ・ロドリゲス、レーシングドライバー（* 1940年）
- 1971年 - タリサ・ゲティ、女優（* 1940年）
- 1973年 - 三代目三遊亭小圓朝、落語家（* 1892年）
- 1973年 - 吉屋信子、小説家（* 1896年）
- 1974年 - ペール・ラーゲルクヴィスト、小説家（* 1891年）
- 1978年 - 松林久吉、医師、寄生虫学者、防衛医科大学校初代校長（* 1907年）
- 1982年 - 五藤齊三、技術者、実業家、五藤光学研究所創業者（* 1891年）
- 1983年 - ロス・マクドナルド、推理作家（* 1915年）
- 1984年 - 戸田藤一郎、プロゴルファー（* 1914年）
- 1989年 - ローレンス・オリヴィエ、俳優（* 1907年）
- 1989年 - 麻生徹男、医師、軍医（* 1910年）
- 1991年 - 河合勝巳、編集技師（* 1929年）
- 1991年 - 五十嵐一、中東・イスラーム学者（* 1947年）
- 1992年 - 鄧穎超、中国首相周恩来夫人、第4代中国人民政治協商会議主席（* 1904年）
- 1994年 - ゲイリー・キルドール、コンピュータ科学者、デジタルリサーチ創業者（* 1942年）
- 1996年 - 久慈あさみ、女優、歌手、元宝塚歌劇団（* 1922年）
- 1998年 - 川口弘、経済学者、中央大学元学長、同大学名誉教授（* 1914年）
- 1998年 - 戸嶋平八、ラジオパーソナリティ、イラストレーター（* 1934年）
- 1998年 - 住博司、政治家（* 1954年）
- 2001年 - 末次一郎、政治活動家、安全保障問題研究会代表（* 1922年）
- 2003年 - 小松方正、俳優、声優（* 1926年）
- 2004年 - 林大幹、政治家、第27代環境庁長官（* 1922年）
- 2004年 - 原田泰夫、将棋棋士（* 1923年）
- 2005年 - 橋本真也、プロレスラー（* 1965年）
- 2006年 - バーナード・ヒューズ、俳優（* 1916年）
- 2007年 - レディ・バード・ジョンソン、第36代アメリカ合衆国大統領リンドン・ジョンソン夫人（* 1912年）
- 2008年 - マイケル・ドベイキー（英語版）、心臓血管外科医（* 1873年）
- 2008年 - 田中俊幸、プロ野球選手、プロ野球審判員（* 1940年）
- 2009年 - 任継愈、中国哲学史家、仏教史家（* 1916年）
- 2009年 - 遠藤彰、神学者、同志社大学名誉教授（* 1920年）
- 2009年 - 松永高司、実業家、元全日本女子プロレス創業者（* 1936年）
- 2009年 - アルツロ・ガッティ、プロボクサー、元IBF世界スーパーフェザー級王者、元WBCスーパーライト級王者（* 1972年）
- 2010年 - ボブ・シェパード 、スタジアムDJ（* 1910年）
- 2010年 - 斎藤光、米文学者、翻訳家、東京大学名誉教授（* 1915年）
- 2010年 - 井上四郎、銀行家、第2代アジア開発銀行総裁（* 1915年）
- 2010年 - 谷山尚義、出版人、元集英社社長（* 1937年）
- 2012年 - ドナルド・ソボル、児童文学、推理作家（* 1924年）
- 2013年 - 中鉢正美、経済学者、、経済心理学研究者、慶應義塾大学名誉教授（* 1920年）
- 2013年 - 角地正純、声楽家、大阪信愛女学院短期大学名誉教授（* 1932年）
- 2013年 - 青木美智男、歴史学者（* 1936年）
- 2014年 - 木村万平、社会科教師、教育者、市民活動家（* 1924年）
- 2014年 - チャーリー・ヘイデン、ジャズ・ベーシスト（* 1937年）
- 2014年 - トミー・ラモーン、ドラマー、プロデューサー、ソングライター（* 1949年）
- 2015年 - 岩田聡、ゲームクリエイター、実業家、4代目任天堂社長、元ハル研究所社長（* 1959年）
- 2017年 - 岩崎英二郎、ドイツ語学者、慶應義塾大学名誉教授（* 1922年）
- 2017年 - 伊原義徳、官僚、元科学技術事務次官、元日本原子力研究所理事長、元日本原子力学会会長（* 1924年）
- 2017年 - 庭山英雄、刑事訴訟法学者、冤罪事件学者、弁護士（* 1929年）
- 2017年 - ルイジ・フェルディナンド・タリアヴィーニ、音楽学者（* 1929年）
- 2017年 - 立石友男、地理学者、日本大学名誉教授（* 1933年）
- 2017年 - 久保嘉治、農学者、経済学者、元帯広畜産大学学長（* 1935年）
- 2017年 - 砂川啓介、俳優、タレント、司会者、初代たいそうのおにいさん（* 1937年）
- 2017年 - 伊藤基隆、政治家（* 1938年）
- 2017年 - バディ・ウォルフ、プロレスラー（* 1941年）
- 2017年 - 清水耕一、経済学者、岡山大学名誉教授（* 1950年）
- 2018年 - リンディ・レミギノ、陸上競技選手、1952年ヘルシンキ五輪金メダリスト（* 1931年）
- 2018年 - 村上肥出夫、洋画家（* 1933年）
- 2019年 - ワーナー・ブッフホルツ（英語版）、コンピューター科学者、情報量単位バイト考案者（* 1922年）
- 2019年 - 丸尾敏夫、眼科医、帝京大学名誉教授（* 1932年）
- 2019年 - 坂井俊之、政治家、前佐賀県唐津市長（* 1961年）
- 2021年 - 藤井富雄、政治家（* 1924年）
- 2021年 - 増川宏一、遊戯史研究家（* 1930年）
- 2021年 - 亀石征一郎、俳優（* 1938年）
- 2022年 - 茂泉昭男、宗教学者、東北学院大学名誉教授（* 1927年）
- 2022年 - モンティ・ノーマン、作曲家（* 1928年）
- 2022年 - 笹村二朗、実業家、政治家、元北海道ウタリ協会理事長（* 1934年）
- 2022年 - 中丸シオン、女優（* 1983年）
- 2023年 - ミラン・クンデラ、小説家（* 1929年）
- 2023年 - 那須田稔、児童文学作家（* 1931年）
- 2023年 - 外山雄三、指揮者、作曲家（* 1931年）
- 2023年 - マイク・ハラック、プロレスラー（* 1968年）
- 2023年 - オレグ・ツォコフ、軍人（* 1971年）
- 2024年 - モンテ・キフィン、アメリカンフットボール指導者（* 1940年）
- 2024年 - 中川勝博、実業家、元NECモバイリング社長（* 1949年）
- 2024年 - シェリー・デュヴァル、女優（* 1949年）
- 2025年 - ワジム・メドヴェージェフ、経済学者、政治家（* 1929年）

## 記念日・年中行事

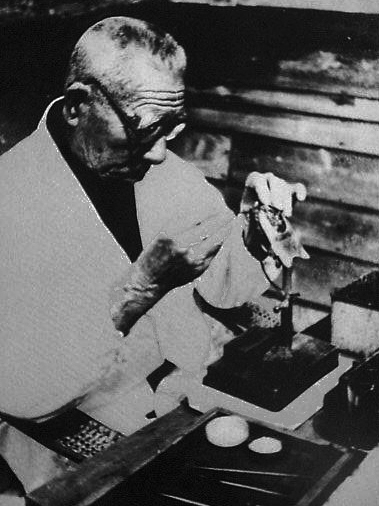
御木本幸吉、真珠養殖に成功(1893)。画像は昭和20年代のもの。

- 世界人口デー（ 世界）
国連人口基金が1989年に制定。国際デーの一つ。1987年のこの日、世界の人口が50億人を超えたとされることから。
- 革命記念日（ モンゴル）
1921年のこの日、モンゴル人民政府が成立し、中華民国から実質的に独立したことを記念。この日から3日間、モンゴルの「民族の祭典」ナーダムが行われる。
- ロコモコ開きの日
ハワイ州観光局が制定。夏を乗り切るためにスタミナアップに役立つハワイの料理「ロコモコ」を、この日をきっかけにより多くの人に食べてもらうのが目的。日付は、「夏（7）のいい（11）日」の語呂合わせから[18]。
- 中国航海日（中国語版）（ 中華人民共和国）
2005年に、鄭和の航海出発600周年を記念して中華人民共和国国務院が制定。
- フラマン語共同体の日（オランダ語版）（ ベルギーのフラマン語共同体）
1302年この日の金拍車の戦いでの勝利を記念。
- 真珠記念日（ 日本）
1893年7月11日に、御木本幸吉夫妻が初めて真珠の養殖に成功したことに由来[19]。
- 職業教育の日（ 日本）
全国専修学校各種学校総連合会が制定。1975年（昭和50年）のこの日、学校教育法の改正により専修学校の制度が定められたことを記念。
- YS-11記念日（ 日本）
1962年のこの日、初の国産旅客機YS-11が完成したことを記念[20]。
- UDF（ユニバーサルデザインフード）の日（ 日本）
日本介護食品協議会が制定。介護食品を「ユニバーサルデザインフード（UDF）」と命名した会員企業が、この名称と「UDFロゴマーク」を製品に使用することで、利用者に安心して選んでもらうことが目的。日付は、2003年のこの日に「ユニバーサルデザインフード（UDF）」と「UDFロゴマーク」が商標登録を受けたことから[21]。
- アルカリイオン水の日 （ 日本）
アルカリイオン整水器協議会が制定。アルカリイオン水が胃腸症状の改善を謳っていることから、「0711」で「おなかにいい」と読む語呂合わせ[22]。
- セブン-イレブンの日（ 日本）
コンビニエンスストア「セブン-イレブン」を運営する株式会社セブンイレブン・ジャパンが制定。社名がそのまま日付に置き換えられることから、記念日登録でさらなる情報発信をすることが目的[23]。
- ラーメンの日（ 日本）
一般社団法人日本ラーメン協会が制定。ラーメン産業の振興・発展とともに、日本独自のラーメン文化を支えるのが目的。日付は、7をレンゲ、11を箸に見立てたことと、日本で最初にラーメンを食べたとされる徳川光圀の誕生日が（新暦1628年）7月11日だったことにちなむ。
- 大都技研の日（ 日本）
ぱちんこ・スロットの開発、製造、販売などを手がける株式会社大都技研が制定。日付は、同社の代表機が製造する「吉宗」のビッグボーナスの獲得枚数が711枚であり、「押忍！番長」がホールに初めて設置されたのが2005年のこの日であるなど、711という数字に縁があることから[24]。